# Sven-Olov Sjödelius
Sven-Olov Sjödelius (Svärta, 1933. június 13. – 2018. március 29.) kétszeres olimpiai bajnok svéd kajakozó.

## Pályafutása
Az 1960-as római és az 1964-es tokiói olimpián aranyérmes lett kajak kettes 1000 méteren. Rómában Gert Fredriksson, Tokióban Gunnar Utterberg volt a társa. 1950 és 1963 között a világbajnokságokon két ezüst-, és egy bronzérmet szerzett.

## Sikerei, díjai
- Olimpiai játékok – K-2 1000 m
  - aranyérmes (2): 1960, Róma, 1964, Tokió
- Világbajnokság
  - ezüstérmes (2): 1950 (K-4 1000 m), 1963 (K-1 10000 m)
  - bronzérmes: 1958 (K-1 4 × 500 m)